# Gülçin Ergül

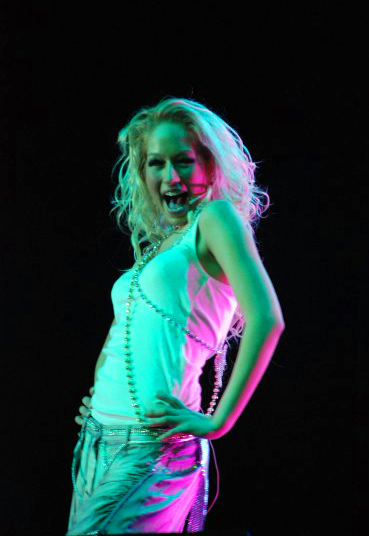
Gülçin Ergül

Gülçin Ergül (* 30. Oktober 1985 in Istanbul) ist eine türkische Popsängerin und Schauspielerin.

## Werdegang

### Vor dem Debüt und Grup Hepsi
Mit acht Jahren ging Ergül auf die Pera Güzel Sanatlar Akademi (Pera Akademie der schönen Künste), wo sie Klavierunterricht bekam. Zur gleichen Zeit trat sie dem AKM Kinderchor bei, nahm Ballettunterricht und gewann einen Ballettwettbewerb an ihrer Schule. Danach tanzte sie im MSGSÜ Devlet Konservatuvarı'nın Modern Dans (Staatliche Hochschule für modernen Tanz). In diesen Jahren gründete sie mit Cemre Kemer, Eren Bakıcı und Yasemin Yürük die türkische Girlgroup Grup Hepsi. Ergül spielte auch in der Fernsehserie Hepsi 1 mit, die mehr als zwei Millionen Zuschauer hatte.

### Solokarriere
Nachdem sie mit Grup Hepsi drei Studioalben veröffentlicht hatte, trennte sie sich 2009 von der Gruppe. Seit 2010 steht sie beim türkischen Plattenlabel Avrupa Müzik unter Vertrag. Im selben Jahr brachte Ergül die EP Bravo mit der Single-Auskopplung Ara Ara heraus. Nach einer längeren Auszeit veröffentlichte sie 2015 ihre zweite Single mit dem Titel Bir Tanecik Aşkım, die ein Erfolg wurde. Ende 2021 erschien der Song Birbirimize İyi Gelmiyoruz, welcher ebenfalls ein Hit war.

## Diskografie (solo)
- siehe auch: Grup Hepsi

### Alben
- 2015: Bir Tanecik Aşkım
- 2018: Arabesk (Konzeptalbum)
- 2020: Davet
- 2021: Invitation (englisches Album)

### EPs
- 2010: Bravo

### Singles
| - 2011: Ara Ara - 2015: Bir Tanecik Aşkım - 2016: My One and Only Love (englische Version von Bir Tanecik Aşkım) - 2016: Harabeyim - 2017: İyisin (mit What Da Funk) - 2017: Mecbursun (mit What Da Funk) - 2017: Ağlat Beni (mit Harun Kolçak) - 2017: Hayatının Hatası (mit Tuna Kiremitçi) - 2017: Ağlama Değmez Hayat (mit Sinan Ceceli) - 2018: Love on the Brain (mit Bak Ne Söylicem) – Original von Rihanna - 2018: Too Good at Goodbyes (mit Bak Ne Söylicem) – Original von Sam Smith - 2018: İtirazım Var - 2019: İkimize Birden - 2019: Kim Daha Mutlu - 2019: Hoş Geldin | - 2020: Ferman - 2020: Beni Bu Rüyadan Uyandırma - 2020: Yeni Yılın Kutlu Olsun - 2021: Don't Wake Me Up - 2021: Yaman Sevda - 2021: Birbirimize İyi Gelmiyoruz - 2022: Gökyüzü Çağırdı Aşkı - 2023: Drama Queen - 2023: Deli Gibi Sev - 2023: Sevdanın Yolları (mit Metehan Köseoğlu) - 2024: Bir Başka - 2024: Uslanmazsın - 2024: 90'ların Aşıkları (mit Ruh) - 2024: Yekte (mit Anıl Şallıel) - 2025: Savaşçı (mit Genco Arı) |

Quelle:

## Filme und Serien
- 2004: Avrupa Yakası
- 2006: Kısık Ateşte 15 Dakika
- 2007: Hepsi 1
- 2008: Benim Annem Bir Melek
- 2008: Çok Güzel Hareketler Bunlar
- 2009: Kayıp Çocuklar Cenneti